# Lisle (Illinois)
Lisle ist ein Village im DuPage County im Nordosten des US-amerikanischen Bundesstaates Illinois. Im Jahr 2000 hatte Lisle 21.182 Einwohner; bis zur Volkszählung im Jahr 2010 erhöhte sich die Einwohnerzahl auf 22.390.
Lisle ist Bestandteil der Metropolregion Chicago.

## Titel und Besonderes
Lisle ist Zentrum der Nuclear Regulatory Commission Region III (umfasst die meisten US-Bundesstaaten des Mittleren Westen: Ohio, Michigan, Indiana, Wisconsin, Minnesota, Missouri, Iowa und Illinois). In der Zone gibt es 16 Atomkraftwerke, sechs davon Illinois.
Im Juli 2007 wurde Lisle auf der Liste der lebenswertesten Städte des US-Magazins Money Platz 20. im Jahre 2009 folgte der 17. Platz auf der Liste der lebenswertesten Orte für Reiche und Alleinstehende Personen.

## Geografie
Lisle liegt im Nordosten von Illinois, nahe dem Michigansee. Der DuPage River ist der nächste größere Fluss im Umfeld von Lisle. Das Stadtzentrum von Chicago liegt rund 25 Meilen nordöstlich.

## Geschichte
Im Jahre 1830 kam der Quäker Bailey Hobson, welcher der erste Siedler im DuPage County war, auch in die Region von Lisle und wurde somit auch Gründer der Stadt. Die permanente Bewohnung der Stadt fand ab 1832 durch die Brüder James C. Hatch und Luther A. Hatch statt, nach dem Black-Hawk-Krieg.
Die Brüder erwarben Land in der Nähe der Ogden Avenue und gründeten einen landwirtschaftlichen Betrieb, den sie aufgrund der Nähe zum DuPage River East DuPage nannten. Westlich des Anwesens der Brüder Hatch entstand die heute älteste Gemeinde Naperville.
In Lisle wurden in den 1830er Jahren einige (wichtige) Neuerungen durchgeführt. So wurde dort einer der ersten Friedhöfe von Illinois gegründet.
Im Jahre 1956 wurde Lisle offiziell ins Stadtregister eingetragen. Am 4. Juli 2006 feierte die Gemeinde ihr 50-jähriges Bestehen.

## Wirtschaft
Die größten Arbeitgeber waren 2018:
| Arbeitgeber                  | Arbeitnehmer |
| ---------------------------- | ------------ |
| Footprint Acquisition        | 3200         |
| Navistar                     | 2480         |
| Benedictine University       | 1150         |
| Navistar Defence             | 1003         |
| Molex                        | 1000         |
| Armour-Eckrich Meats         | 0990         |
| DuPage Medical Group         | 0660         |
| McCain Foods                 | 0600         |
| Healthsmart Benefit Solution | 0286         |
| Patrick Engineering          | 0275         |

## Bildung

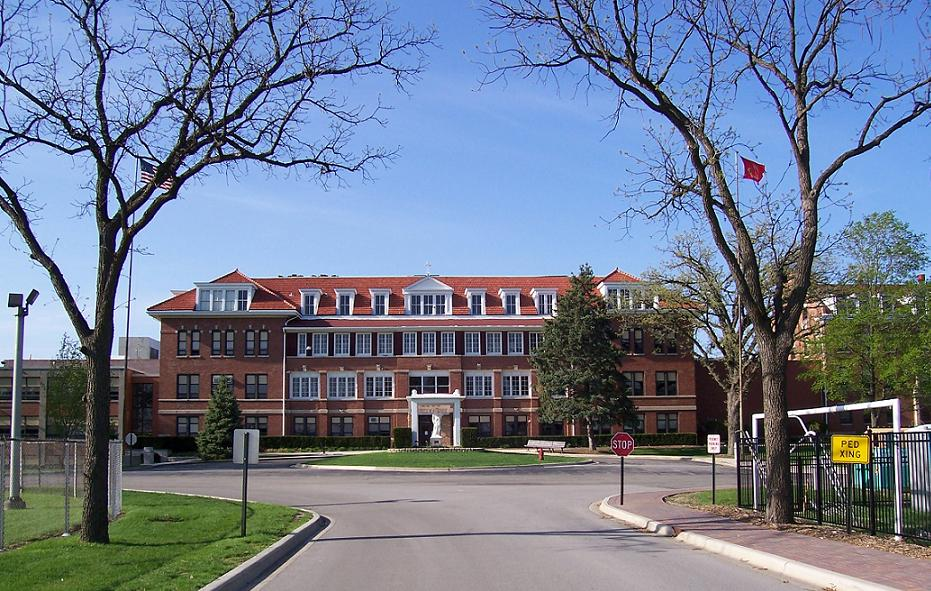
Die Benet Academy; Bild von Benny the Mascot

### Schulische Bildung
Lisle wird von zwei Schulbezirken bedient; der größte Teil des Dorfes wird vom Lisle Community Unit School District 202 bedient, Teile von Lisle liegen auch im Naperville Community Unit School District 203.
Die meisten Highschool-Schüler besuchen die Naperville North High School.
Weitere High Schools sind die Lisle High School und die Benet Academy, eine private Konfessionsschule der Benediktiner. Zudem gibt es drei Middle Schools – die Kennedy Junior High School, die Lisle Junior High und die St. Joan of Arc.

### Akademische Bildung
Lisle verfügt über einige Colleges und Universitäten:
- Benedictine University, eine katholische Universität der Benediktiner
- National–Louis University
- Northwood University
- College of DuPage

## Sehenswürdigkeiten
- Morton Arboretum
- Freiluftmuseum Lisle Station Park
- Four Lakes Ski Hill[7]
- Bulls/Sox Training Academy, Sporttrainingszentrum welches von den Chicago Bulls und Chicago White Sox eingerichtet wurde

## Demografische Daten
Nach der Volkszählung im Jahr 2010 lebten in Lisle 22.390 Menschen in 9.235 Haushalten. Die Bevölkerungsdichte betrug 1.399,4 Einwohner pro Quadratkilometer.
Ethnisch betrachtet setzte sich die Bevölkerung zusammen aus 77,7 Prozent Weißen, 5,6 Prozent Afroamerikanern, 0,1 Prozent amerikanischen Ureinwohnern, 11,9 Prozent Asiaten sowie aus anderen ethnischen Gruppen; 2,1 Prozent stammten von zwei oder mehr Ethnien ab. Unabhängig von der ethnischen Zugehörigkeit waren 7,5 Prozent der Bevölkerung spanischer oder lateinamerikanischer Abstammung.
In den 9.235 Haushalten lebten statistisch je 2,40 Personen.
21,0 Prozent der Bevölkerung waren unter 18 Jahre alt, 68,1 Prozent waren zwischen 18 und 64 und 10,9 Prozent waren 65 Jahre oder älter. 50,6 Prozent der Bevölkerung war weiblich.

Das jährliche Durchschnittseinkommen eines Haushalts lag bei 77.619 USD. Das Prokopfeinkommen betrug 41.927 USD. 3,6 Prozent der Einwohner lebten unterhalb der Armutsgrenze.

## Bekannte Bewohner
- Glenn Earl, Footballspieler
- Brian Dugan, Vergewaltiger und Massenmörder
- Joy Morton, Gründer der Morton Salt Company und Sohn von Julius Sterling Morton